# 厳浩翔
厳 浩翔（イェン・ハオシャン、簡：严浩翔、2004年8月16日 - ）は、中華人民共和国の歌手、ラッパー。アイドルグループ「時代少年団（TNT）」のメンバー。

## 主な経歴

### 事務所入社以前の活動
2014年、2000人以上の中から選ばれ映画『天空之泪』に出演。
2015年、映画『禅寺风云』に出演。

### 「TF家族」としての活動
- 2015年、TFエンターテインメントに入社。[1]
- 2016年1月12日に公開された動画「十二月月末考核」内、新メンバー紹介の場面で初登場[2]。以後「TF家族」の一員として活動する。
- 2017年、TFエンターテインメントを退社。

### 「易安音楽社」としての活動
2017年3月30日、2.5次元アイドルグループ易安音楽社（中: 易安音乐社）のメンバー展逸文としてデビュー。
2018年9月、中考準備と体調不良のため活動を休止。

### 「時代少年団」としての活動
2019年5月、原际画とのマネジメント提携を終了し、TFエンターテインメントと再度契約合意に至る。
7月、『台风蜕变之战』に参加し、8月25日に7人グループの6番目のメンバーとしてデビューが決定。11月23日に「時代少年団」メジャーデビュー。

## 人物
- 2022年に高考を受験。9月に北京電影学院へ入学[5]し、2022級表演本科実験班に所属。

## 音楽活動
2020年5月15日、ファンに向けて自ら作詞・作曲した初のソロ楽曲『For You』を発表。
8月16日、16歳の誕生日にこれまでの人生を振り返った『16』を披露。
2021年8月16日、17歳の誕生日に『尾号6208』を公開。「6208」は以前使用していた携帯電話番号の末尾。
12月14日、オリジナル曲『Y』をリリース。
2022年11月26日、オリジナル曲『Right Track』を発表。
2023年4月9日、オリジナル曲『H』をリリース。8月16日、19歳の誕生日に『No Complaints』を発表。

## ディスコグラフィー

### ソロ楽曲
- For You（2020年5月15日）
- 16（2020年8月16日）
- 尾号6208（2021年8月16日）
- Y（2021年12月14日）
- Right Track（2022年11月26日）
- H（2023年4月9日）
- No Complaints（2023年8月16日）

### ユニット楽曲
- The Dream（2019年12月22日）- 刘耀文とのユニット
- 瑜（2022年8月30日）- 刘耀文、张真源とのユニット

## 出演
［*］＝展逸文としての出演

### 映画
- 天空之泪（2014年）
- 禅寺风云（2015年）

### ミニドラマ
- 和喵星人的21天（2016年） - 严邈邈 役

### リアリティーショー
- 星期五练习生 第二季（2016年）
- 我们的易安*（2017年）
- 我有哥哥了*（2017年）
- 狼人Triple Kill*（2017年）
- 易安放学后*（2018年）
- 易安少年成长计划*（2018年）
- 我们的宿舍*（2017年）
- 台风蜕变之战（2019年）

### バラエティ番組
- 接招吧！前辈（2021年、東方衛視（中: 东方卫视）・百視TV（中: 百视通））
- 极限挑战（中: 极限挑战）第九季（2023年、东方卫视）
- 全员加速中2023（2023年、湖南卫视）- 第2,3,4,5,8期は不在

### 演劇
北京電影学院在学中の公演
- 过渡性小品汇报「黎明之前」[6]（2023年4月16日、北京电影学院B楼阳光房） - 汪剑池 役
- 中外经典影视戏剧片断汇报[7]

　「夜宴」（2023年6月26日-29日、北京电影学院B楼三层黑匣子） - 无鸾 役
「爱有天意」（2023年7月3日-6日、北京电影学院B楼三层黑匣子） - 昊民 役
- 演员的成长-北京电影学院表演实验班暑期艺术展演季「爱有天意」（2023年8月22日-23日、北京保利剧院） - 浩天 役
- 原创大戏「玉玲记」[8]（2024年1月7日-14日、北京电影学院B楼小剧场）- 常可祝 役

### 式典・コンサート
2016年
- 粉丝嘉年华年度盛典 / Weibo Fan Festival（11月6日、北京798）
- TF家族圣诞奇幻夜（12月24日、重庆大剧院）

2017年
- 易安中学夏日校园文化祭*(8月19日、上海卢湾体育馆）

2018年
- 第二届易安中学夏日祭演唱会*(8月4日、北京M Space）

2019年
- 「代号TNT」出道&新歌首唱会（11月23日、北京）
- 2020爱奇艺尖叫之夜（12月6日、北京キャデラックアリーナ）
- TMEA腾讯音乐娱乐盛典（12月8日、マカオコタイ・アリーナ）
- 2019-2020湖南卫视跨年晚会（12月31日、海口五源河体育场）

2020年
- 第27届东方风云榜（7月19日、上海メルセデス・ベンツアリーナ）
- 2020东方卫视818超级秀（8月17日）
- 江苏卫视一千零一夜晚会（10月31日、南京青奥体育公园体育馆）
- 「按时长大」一周年演唱会（11月28日、オンライン）
- QQ音乐扑通心动表彰大会（12月6日、上海メルセデス・ベンツアリーナ）

2021年
- 2021湖南卫视春节联欢晚会（2月4日）
- 「火力全开」演唱会 （12月14日、オンライン）

2022年
- 「火力全开·无尽夏」（8月28日、オンライン）

2023年
- 「理想之途」演唱会（5月2日、海口五源河体育场）
- 时代少年团三重楼概念演唱会「楼外楼」青岛站（8月19日-20日、青岛国信体育中心体育场）※延期